# Avoise
Avoise è un comune francese di 548 abitanti situato nel dipartimento della Sarthe nella regione dei Paesi della Loira.
Nel territorio comunale le acque del fiume Vègre confluiscono in quelle della Sarthe.

## Società

### Evoluzione demografica
Abitanti censiti

## Immagini di Avoise

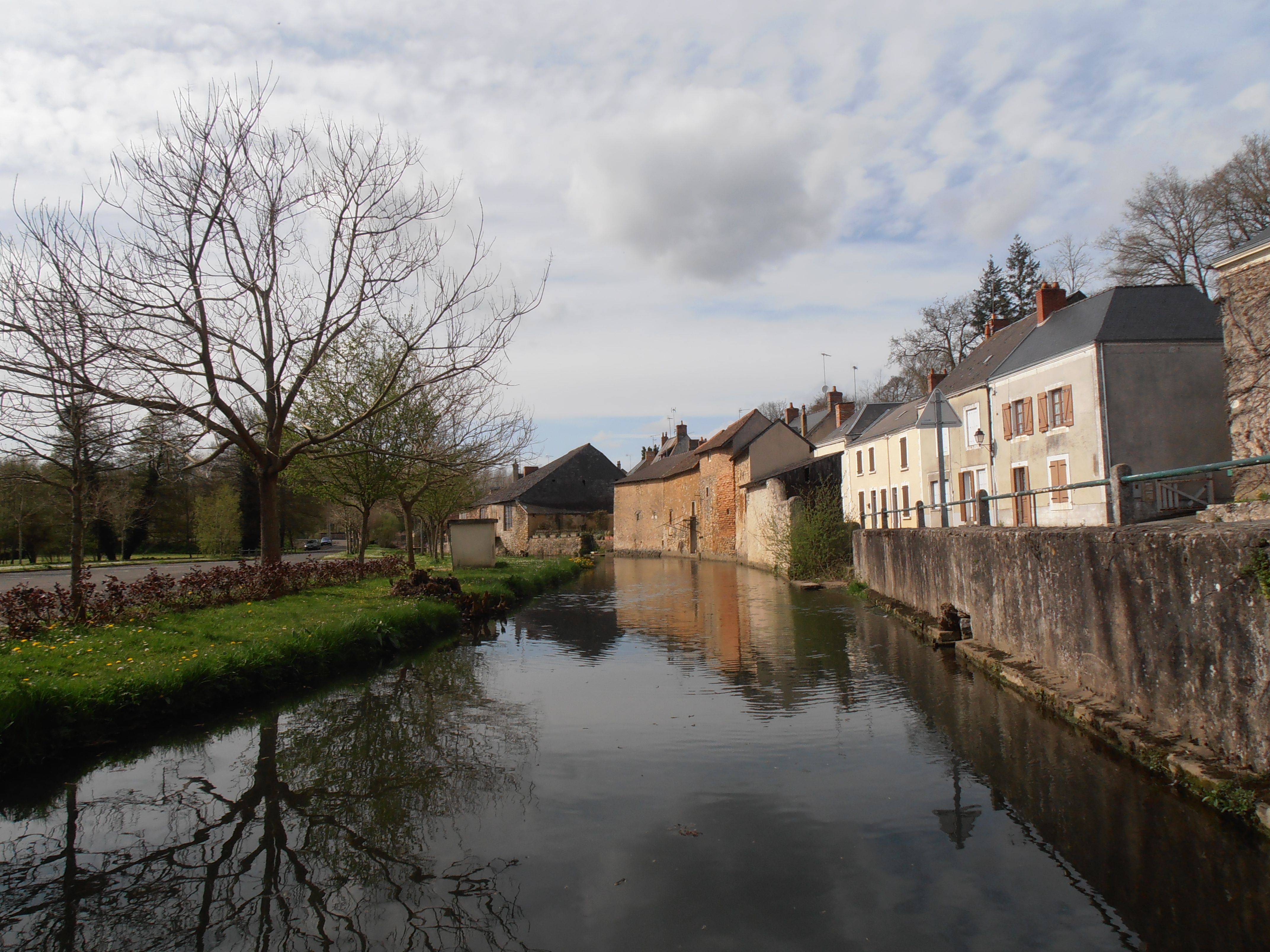
Il centro di Avoise
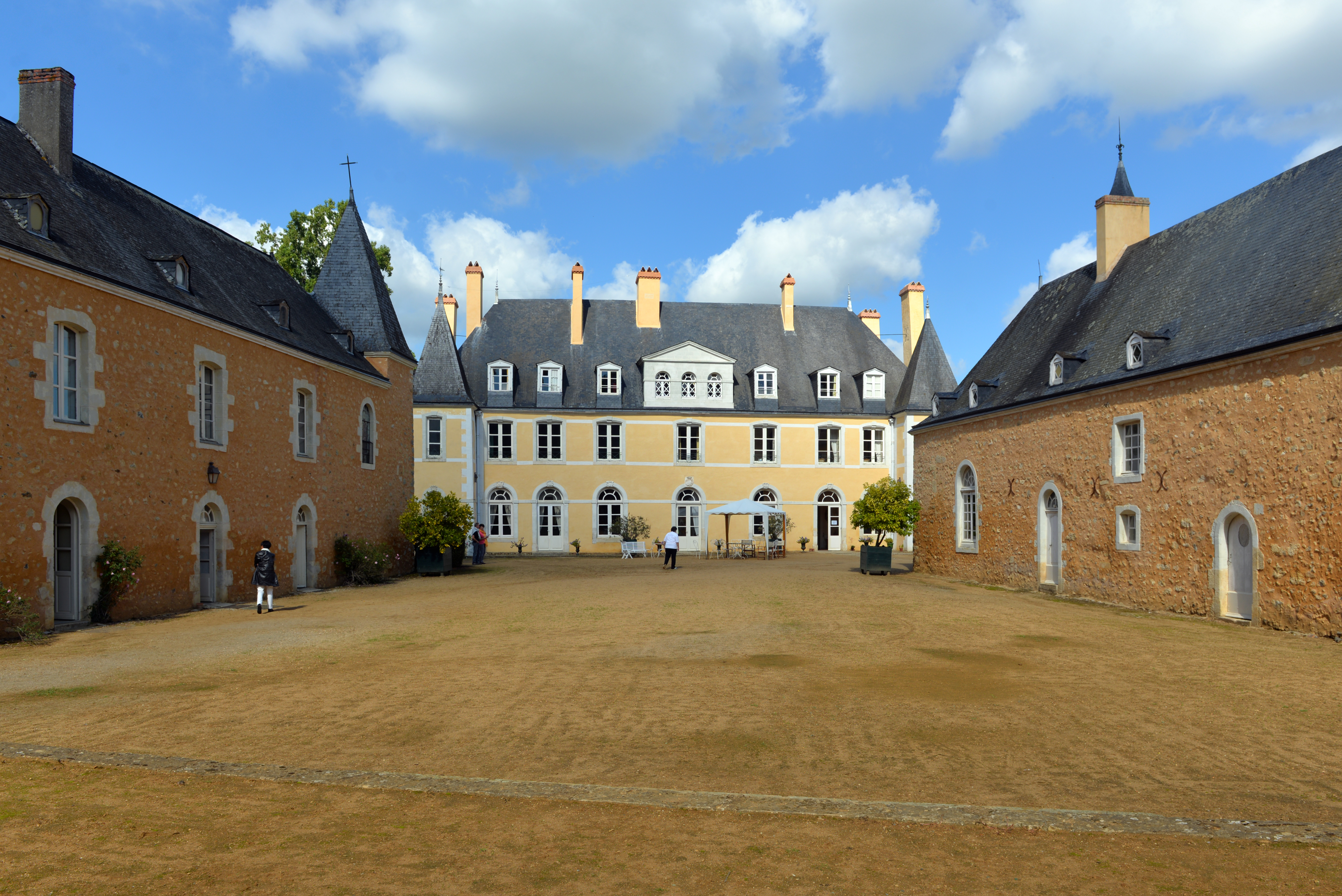
Il castello di Dobert.
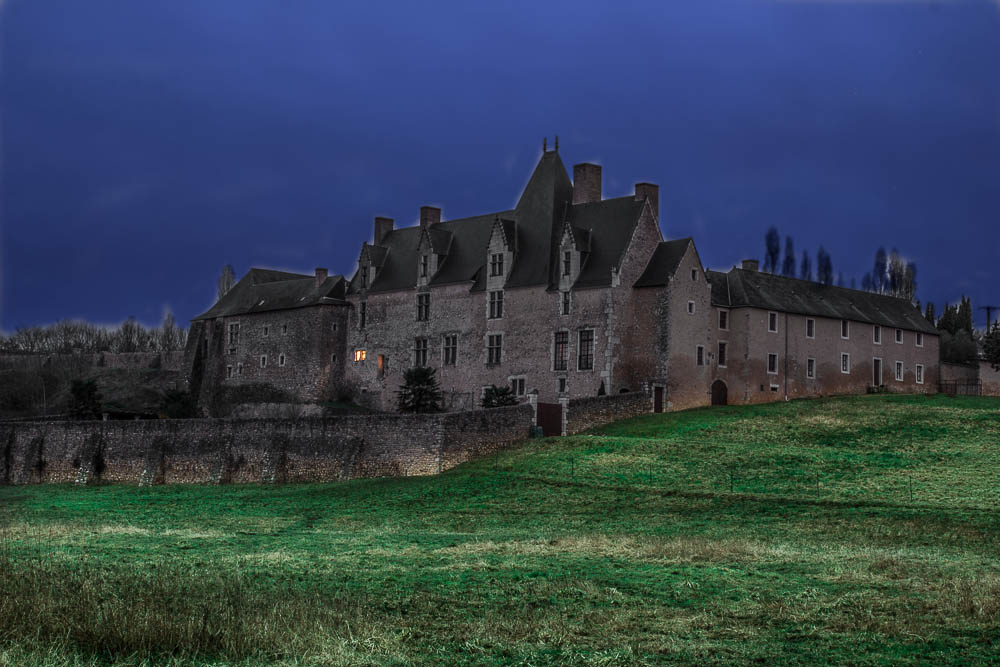
La casa della Perrine de Cry.
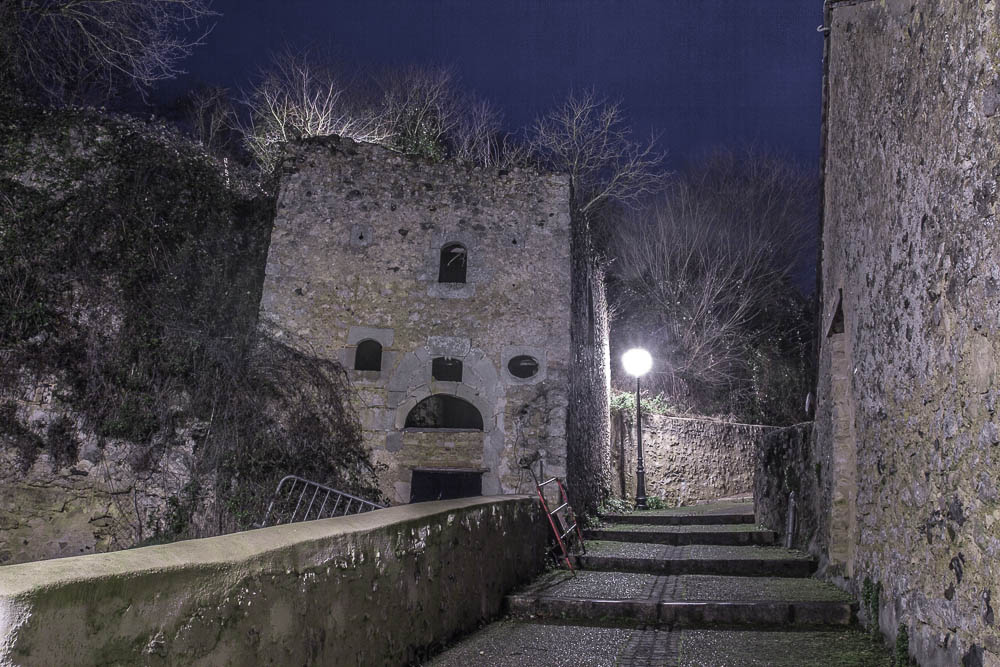
Antica Torre.
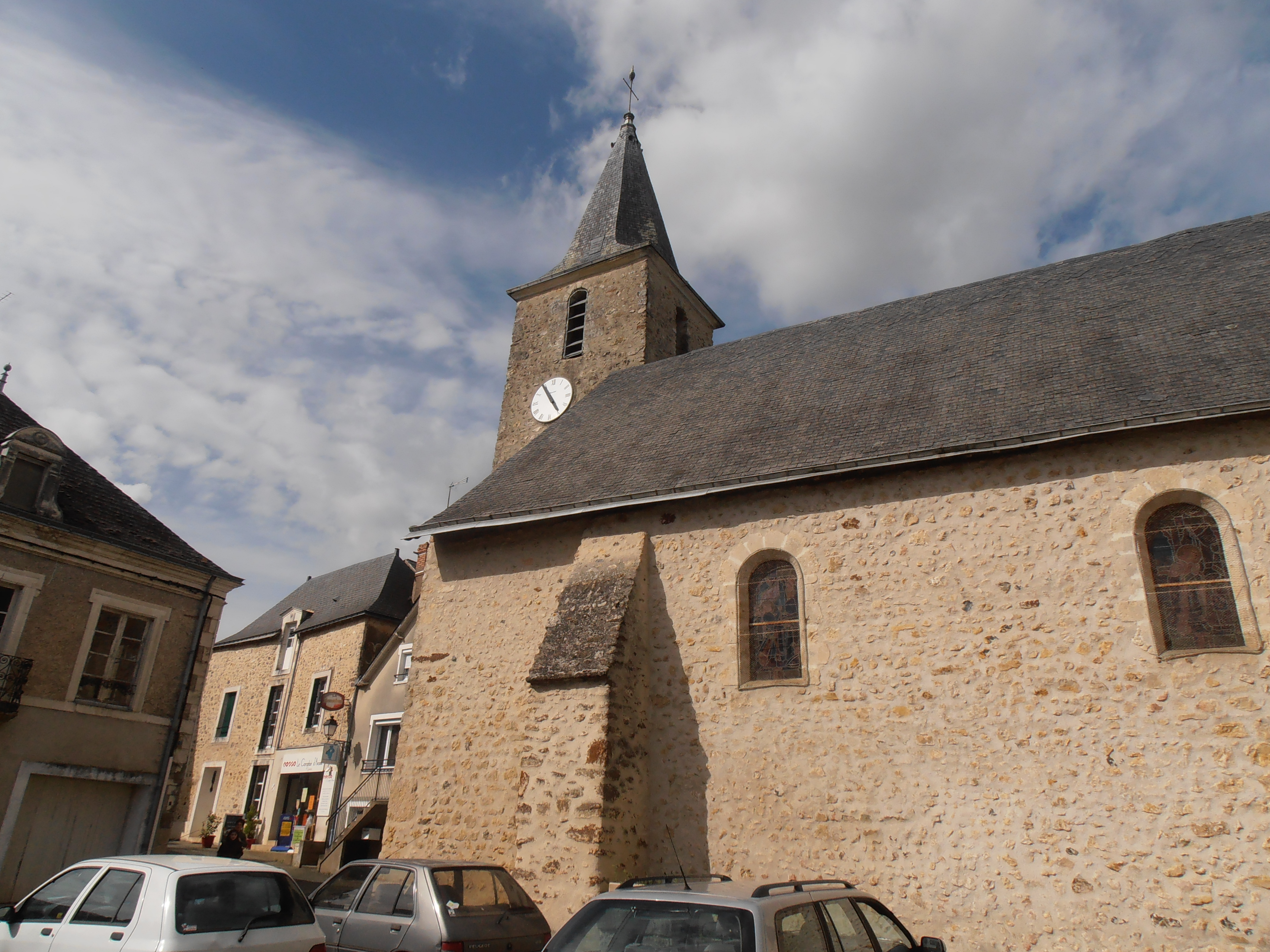
La chiesa di San Sulpizio.